# Copa AFC 2020
La Copa AFC 2020 fue la 17.ª edición del segundo Torneo de fútbol a nivel de clubes más importante de Asia organizado por la Confederación Asiática de Fútbol, en donde el campeón del torneo clasificaba a la fase de grupos de la Liga de Campeones de la AFC 2021.
La competición se suspendió debido a la pandemia de COVID-19 después de los partidos de la fase de grupos el 11 de marzo de 2020, y originalmente se reiniciaría el 23 de septiembre de 2020. Sin embargo, la temporada finalmente fue cancelada por la AFC el 10 de septiembre de 2020.

## Clasificación
Para esta edición las asociaciones están basadas en la clasificación publicada el 15 de diciembre de 2017, que toma en cuenta las participaciones en los torneos de clubes y de la clasificación de FIFA de selecciones nacionales entre 2014 y 2017.
| Participación en la Copa AFC 2020 | Participación en la Copa AFC 2020 |
| --------------------------------- | --------------------------------- |
|                                   | Participa                         |
|                                   | No participa                      |

| #     | #     | Asociación | Puntos | Plazas         | Plazas           | Plazas          | Plazas          |
| #     | #     | Asociación | Puntos | Fase de Grupos | Play-off         | Play-off        | Play-off        |
| Zona  | AFC   | Asociación | Puntos | Fase de Grupos | Ronda de Playoff | Prelim. ronda 2 | Prelim. ronda 1 |
| ----- | ----- | ---------- | ------ | -------------- | ---------------- | --------------- | --------------- |
| 1     | 16    | Siria      | 28.983 | 2              | 0                | 0               | 0               |
| 2     | 18    | Jordania   | 25.649 | 2              | 0                | 0               | 0               |
| 3     | 19    | Kuwait     | 24.798 | 2              | 0                | 0               | 0               |
| 4     | 20    | Baréin     | 24.337 | 2              | 0                | 0               | 0               |
| 5     | 22    | Líbano     | 21.367 | 2              | 0                | 0               | 0               |
| 6     | 27    | Omán       | 13.921 | 1              | 1                | 0               | 0               |
| 7     | 29    | Palestina  | 10.552 | 0              | 1                | 0               | 0               |
| 8     | 34    | Yemen      | 3.358  | 0              | 0                | 0               | 0               |
| Total | Total | Total      | Total  | 11             | 2                | 0               | 0               |
| Total | Total | Total      | Total  | 11             | 2                |                 |                 |
| Total | Total | Total      | Total  | 13             |                  |                 |                 |

| #     | #     | Asociación   | Puntos | Plazas         | Plazas           | Plazas          | Plazas          |
| #     | #     | Asociación   | Puntos | Fase de Grupos | Play-off         | Play-off        | Play-off        |
| Zona  | AFC   | Asociación   | Puntos | Fase de Grupos | Ronda de Playoff | Prelim. ronda 2 | Prelim. ronda 1 |
| ----- | ----- | ------------ | ------ | -------------- | ---------------- | --------------- | --------------- |
| 1     | 12    | Tayikistán   | 30.725 | 1              | 1                | 0               | 0               |
| 2     | 26    | Turkmenistán | 14.163 | 1              | 0                | 1               | 0               |
| 3     | 31    | Kirguistán   | 5.680  | 1              | 0                | 1               | 0               |
| 4     | 37    | Afganistán   | 2.454  | 0              | 0                | 0               | 0               |
| Total | Total | Total        | Total  | 3              | 1                | 2               | 0               |
| Total | Total | Total        | Total  | 3              | 3                |                 |                 |
| Total | Total | Total        | Total  | 6              |                  |                 |                 |

| #     | #     | Asociación | Puntos | Plazas         | Plazas           | Plazas          | Plazas          |
| #     | #     | Asociación | Puntos | Fase de Grupos | Play-off         | Play-off        | Play-off        |
| Zona  | AFC   | Asociación | Puntos | Fase de Grupos | Ronda de Playoff | Prelim. ronda 2 | Prelim. ronda 1 |
| ----- | ----- | ---------- | ------ | -------------- | ---------------- | --------------- | --------------- |
| 1     | 15    | India      | 29.291 | 1              | 0                | 1               | 0               |
| 2     | 28    | Maldivas   | 11.970 | 1              | 0                | 1               | 0               |
| 3     | 33    | Bangladés  | 3.365  | 1              | 0                | 1               | 0               |
| 4     | 38    | Nepal      | 1.228  | 0              | 0                | 0               | 0               |
| 5     | 39    | Bután      | 0.875  | 0              | 0                | 0               | 1               |
| 6     | 44    | Sri Lanka  | 0.325  | 0              | 0                | 0               | 1               |
| 7     | 46    | Pakistán   | 0.188  | 0              | 0                | 0               | 0               |
| Total | Total | Total      | Total  | 3              | 0                | 3               | 2               |
| Total | Total | Total      | Total  | 3              | 5                |                 |                 |
| Total | Total | Total      | Total  | 8              |                  |                 |                 |

| #     | #     | Asociación     | Puntos | Plazas         | Plazas           | Plazas          | Plazas          |
| #     | #     | Asociación     | Puntos | Fase de Grupos | Play-off         | Play-off        | Play-off        |
| Zona  | AFC   | Asociación     | Puntos | Fase de Grupos | Ronda de Playoff | Prelim. ronda 2 | Prelim. ronda 1 |
| ----- | ----- | -------------- | ------ | -------------- | ---------------- | --------------- | --------------- |
| 1     | 17    | Vietnam        | 27.426 | 2              | 0                | 0               | 0               |
| 2     | 21    | Filipinas      | 21.405 | 2              | 0                | 0               | 0               |
| 3     | 23    | Singapur       | 17.084 | 2              | 0                | 0               | 0               |
| 4     | 24    | Indonesia      | 16.871 | 1              | 1                | 0               | 0               |
| 5     | 25    | Birmania       | 14.753 | 1              | 1                | 0               | 0               |
| 6     | 32    | Laos           | 3.439  | 1              | 1                | 0               | 0               |
| 7     | 35    | Camboya        | 3.312  | 0              | 1                | 0               | 0               |
| 8     | 41    | Brunéi         | 0.564  | 0              | 1                | 0               | 0               |
| 9     | 43    | Timor Oriental | 0.401  | 0              | 1                | 0               | 0               |
| Total | Total | Total          | Total  | 9              | 6                | 0               | 0               |
| Total | Total | Total          | Total  | 9              | 6                |                 |                 |
| Total | Total | Total          | Total  | 15             |                  |                 |                 |

| #     | #     | Asociación         | Puntos | Plazas         | Plazas           | Plazas          | Plazas          |
| #     | #     | Asociación         | Puntos | Fase de Grupos | Play-off         | Play-off        | Play-off        |
| Zona  | AFC   | Asociación         | Puntos | Fase de Grupos | Ronda de Playoff | Prelim. ronda 2 | Prelim. ronda 1 |
| ----- | ----- | ------------------ | ------ | -------------- | ---------------- | --------------- | --------------- |
| 1     | 14    | Hong Kong          | 29.300 | 1              | 1                | 0               | 0               |
| 2     | 30    | Corea del Norte    | 7.797  | 0              | 0                | 0               | 0               |
| 3     | 36    | República de China | 2.769  | 1              | 0                | 1               | 0               |
| 4     | 40    | Macao              | 0.815  | 1              | 0                | 0               | 0               |
| 5     | 42    | Guam               | 0.539  | 0              | 0                | 0               | 0               |
| 6     | 45    | Mongolia           | 0.213  | 0              | 0                | 1               | 0               |
| Total | Total | Total              | Total  | 3              | 1                | 2               | 0               |
| Total | Total | Total              | Total  | 3              | 3                |                 |                 |
| Total | Total | Total              | Total  | 6              |                  |                 |                 |

## Participantes
Participan 48 equipos de 28 asociaciones. Brunéi Darussalam y Timor Oriental envían participantes por primera vez
.
| Equipo     | Clasificación                                                                               | Apariciones (Última) |
| ---------- | ------------------------------------------------------------------------------------------- | -------------------- |
| Al-Jaish   | Campeón de la 2018–19 Liga Premier de Siria                                                 | 10º (2019)           |
| Al-Wathba  | Ganador de la 2018–19 Copa de Siria                                                         | 1º                   |
| Al-Faisaly | Campeón de la 2018–19 Liga de Jordania y ganador de la 2018–19 Copa de Jordania             | 10º (2018)           |
| Al-Jazeera | 2º de la 2018–19 Liga de Jordania                                                           | 4º (2019)            |
| Al-Kuwait  | Campeón de la 2018–19 Liga Premier de Kuwait y ganador de la 2018–19 Copa del Emir (Kuwait) | 9º (2019)            |
| Al-Qadsia  | 2º de la 2018–19 Liga Premier de Kuwait                                                     | 8º (2019)            |
| Al-Riffa   | Campeón de la 2018–19 Liga Premier de Baréin y ganador de la 2018–19 Copa del Rey de Baréin | 5º (2015)            |
| Manama     | 2º de la 2018–19 Liga Premier de Baréin                                                     | 2º (2018)            |
| Al-Ahed    | Campeón de la 2018–19 Liga Premier de Líbano y ganador de la 2018–19 Copa de Líbano         | 10º (2019)           |
| Al-Ansar   | 2º de la 2018–19 Liga Premier de Líbano                                                     | 6º (2018)            |
| Dhofar     | Ganador de la 2018–19 Liga Profesional de Omán                                              | 5º (2018)            |

| Equipo        | Clasificación                                     | Apariciones (Última) |
| ------------- | ------------------------------------------------- | -------------------- |
| Sur           | Ganador de la 2018–19 Copa del Sultán Qabus       | 2º (2008)            |
| Hilal Al-Quds | Campeón de la 2018–19 Liga Premier de Cisjordania | 4º (2019)            |

| Equipo     | Clasificación                                                                              | Apariciones (Última) |
| ---------- | ------------------------------------------------------------------------------------------ | -------------------- |
| Istiklol   | Campeón de la 2019 Liga de fútbol de Tayikistán y ganador de la 2019 Copa de Tayikistán    | 6º (2019)            |
| Altyn Asyr | Campeón de la 2019 Liga Superior de Turkmenistán y ganador de la 2019 Copa de Turkmenistán | 6º (2019)            |
| Dordoi     | Campeón de la 2019 Liga de fútbol de Kirguistán                                            | 5º (2019)            |

| Equipo  | Clasificación                              | Apariciones (Última) |
| ------- | ------------------------------------------ | -------------------- |
| Khujand | 2º de la 2019 Liga de fútbol de Tayikistán | 4º (2019)            |

| Equipo  | Clasificación                               | Apariciones (Última) |
| ------- | ------------------------------------------- | -------------------- |
| Ahal    | 2º de la 2019 Liga Superior de Turkmenistán | 4º (2019)            |
| Neftchi | Ganador de la 2019 Copa de Kirguistán       | 1º                   |

| Equipo            | Clasificación                                   | Apariciones (Última) |
| ----------------- | ----------------------------------------------- | -------------------- |
| Chennai City      | Campeón de la 2018–19 I-League                  | 1º                   |
| TC Sports Club    | Campeón de la 2018 Dhivehi Premier League       | 2º (2018)            |
| Bashundhara Kings | Campeón de la 2018–19 Bangladesh Premier League | 1º                   |

| Equipo                | Clasificación                              | Apariciones (Última) |
| --------------------- | ------------------------------------------ | -------------------- |
| Bengaluru             | Campeón de la 2018–19 Indian Super League  | 5º (2018)            |
| Maziya                | 2º de la 2018 Dhivehi Premier League       | 6º (2017)            |
| Abahani Limited Dhaka | 2º de la 2018–19 Bangladesh Premier League | 4º (2019)            |

| Equipo    | Clasificación                                    | Apariciones (Última) |
| --------- | ------------------------------------------------ | -------------------- |
| Paro      | Campeón de la 2019 Bhutan Premier League         | 1º                   |
| Defenders | Campeón de la 2018–19 Sri Lanka Champions League | 1º                   |

| Equipo             | Clasificación                                                                              | Apariciones (Última) |
| ------------------ | ------------------------------------------------------------------------------------------ | -------------------- |
| Hồ Chí Minh City   | 2º de la 2019 V.League 1                                                                   | 1º                   |
| Than Quảng Ninh FC | 3º de la 2019 V.League 1                                                                   | 2º (2017)            |
| Ceres–Negros       | Campeón de la 2019 Philippines Football League y ganador de la 2019 Copa Paulino Alcantara | 6º (2019)            |
| Kaya–Iloilo        | 2º de la 2019 Philippines Football League                                                  | 3º (2019)            |
| Tampines Rovers    | 2º de la 2019 Singapore Premier League y ganador de la 2019 Singapore Cup                  | 12º (2019)           |
| Hougang United     | 3º de la 2019 Singapore Premier League                                                     | 1º                   |
| Bali United        | Campeón de la 2019 Liga 1                                                                  | 2º (2018)            |
| Shan United        | Campeón de la 2019 Myanmar National League                                                 | 3º (2019)            |
| Lao Toyota         | Campeón de la 2019 Lao Premier League y ganador de la 2019 Lao FF Cup                      | 6º (2019)            |

| Equipo         | Clasificación                              | Apariciones (Última) |
| -------------- | ------------------------------------------ | -------------------- |
| PSM Makassar   | Ganador de la 2018–19 Piala Indonesia      | 2º (2019)            |
| Yangon United  | Ganador de la 2019 General Aung San Shield | 7º (2019)            |
| Master 7       | 2º de la 2019 Lao Premier League           | 1º                   |
| Svay Rieng     | Campeón de la 2019 C-League                | 1º                   |
| Indera         | 4º de la 2018–19 Brunei Super League       | 1º                   |
| Lalenok United | Campeón de la 2019 LFA Primeira            | 1º                   |

| Equipo   | Clasificación                                  | Apariciones (Última) |
| -------- | ---------------------------------------------- | -------------------- |
| Tai Po   | Campeón de la 2018–19 Hong Kong Premier League | 3º (2019)            |
| Tatung   | Campeón de la 2019 Taiwan Premier League       | 2º (2017)            |
| MUST CPK | Campeón de la 2019 Liga de Elite               | 1º                   |

| Equipo  | Clasificación                          | Apariciones (Última) |
| ------- | -------------------------------------- | -------------------- |
| Kitchee | Ganador de la 2018–19 Hong Kong FA Cup | 8º (2019)            |

| Equipo           | Clasificación                               | Apariciones (Última) |
| ---------------- | ------------------------------------------- | -------------------- |
| Taipower         | 2º de la 2019 Taiwan Premier League         | 1º                   |
| Ulaanbaatar City | Campeón de la 2019 Mongolian Premier League | 1º                   |

## Ronda Clasificatoria

### Ronda Preliminar 1
| Equipo 1  | Agr.     | Equipo 2 | Ida | Vuelta |
| --------- | -------- | -------- | --- | ------ |
| Defenders | 5–5 (v.) | Paro     | 3–3 | 2–2    |

### Ronda Preliminar 2
| Equipo 1              | Agr.          | Equipo 2  | Ida   | Vuelta |
| --------------------- | ------------- | --------- | ----- | ------ |
| Neftchi               | w/o           | Ahal      | w/o   | w/o    |
| Paro                  | 1–10          | Bengaluru | 0–1   | 1–9    |
| Abahani Limited Dhaka | 2–2 (v)       | Maziya    | 2–2   | 0–0    |
| Ulaanbaatar City      | East Asia 2.1 | Taipower  | 7 Abr | 14 Abr |

- Neftchi ganó por walkover después de que Ahal fuera descalificado por la AFC por no presentarse en el partido de ida.

### Playoff
| Equipo 1       | Agr.                  | Equipo 2      | Ida    | Vuelta |
| -------------- | --------------------- | ------------- | ------ | ------ |
| Hilal Al-Quds  | 2–0                   | Sur           | 2–0    | 0–0    |
| Neftchi        | 1–3                   | Khujand       | 1–0    | 0–3    |
| Maziya         | 4–4 (t. s.) (4-3) p.) | Bengaluru     | 2–1    | 2–3    |
| Lalenok United | 2–7                   | PSM Makassar  | 1–4    | 1–3    |
| Indera         | 2–9                   | Yangon United | 1–6    | 1–3    |
| Svay Rieng     | 7–1                   | Master 7      | 4–1    | 3–0    |
| East Asia 2.1  | –                     | Kitchee       | 21 Abr | 28 Abr |

## Fase de grupos

### Grupo A
| Pos. | Equipo        | Pts. | PJ | G | E | P | GF | GC | Dif. | Clasificación                          |     | JAI    | MAN    | AHE    | HQU    |
| ---- | ------------- | ---- | -- | - | - | - | -- | -- | ---- | -------------------------------------- | --- | ------ | ------ | ------ | ------ |
| 1    | Al-Jaish      | 4    | 2  | 1 | 1 | 0 | 1  | 0  | +1   | Semifinales de Zona                    |     | —      | 0–0    | 14 Abr | 12 May |
| 2    | Manama        | 4    | 2  | 1 | 1 | 0 | 1  | 0  | +1   | Semifinales de Zona como mejor segundo |     | 28 Abr | —      | 1–0    | 14 Abr |
| 3    | Al-Ahed       | 3    | 2  | 1 | 0 | 1 | 2  | 2  | 0    |                                        |     | 9 Mar  | 12 May | —      | 2–1    |
| 4    | Hilal Al-Quds | 0    | 2  | 0 | 0 | 2 | 1  | 3  | −2   |                                        | 0–1 | 9 Mar  | 28 Abr | —      |        |

 Fuente: AFC
Criterios de clasificación: 

### Grupo B
| Pos. | Equipo     | Pts. | PJ | G | E | P | GF | GC | Dif. | Clasificación                          |        | KWT    | ANS    | WAT    | FAI    |
| ---- | ---------- | ---- | -- | - | - | - | -- | -- | ---- | -------------------------------------- | ------ | ------ | ------ | ------ | ------ |
| 1    | Al-Kuwait  | 4    | 2  | 1 | 1 | 0 | 1  | 0  | +1   | Semifinales de Zona                    |        | —      | 1–0    | 12 May | 13 Abr |
| 2    | Al-Ansar   | 3    | 2  | 1 | 0 | 1 | 4  | 4  | 0    | Semifinales de Zona como mejor segundo |        | 28 Abr | —      | 13 Abr | 4–3    |
| 3    | Al-Wathba  | 2    | 2  | 0 | 2 | 0 | 0  | 0  | 0    |                                        |        | 0–0    | 10 Mar | —      | 28 Abr |
| 4    | Al-Faisaly | 1    | 2  | 0 | 1 | 1 | 3  | 4  | −1   |                                        | 10 Mar | 12 May | 0–0    | —      |        |

 Fuente: AFC
Criterios de clasificación: 

### Grupo C
| Pos. | Equipo     | Pts. | PJ | G | E | P | GF | GC | Dif. | Clasificación                          |     | RIF    | QAD    | DHO    | JAZ    |
| ---- | ---------- | ---- | -- | - | - | - | -- | -- | ---- | -------------------------------------- | --- | ------ | ------ | ------ | ------ |
| 1    | Al-Riffa   | 3    | 2  | 1 | 0 | 1 | 3  | 2  | +1   | Semifinales de Zona                    |     | —      | 1–2    | 9 Mar  | 11 May |
| 2    | Al-Qadsia  | 3    | 1  | 1 | 0 | 0 | 2  | 1  | +1   | Semifinales de Zona como mejor segundo |     | 27 Abr | —      | 25 Feb | 9 Mar  |
| 3    | Dhofar     | 3    | 1  | 1 | 0 | 0 | 1  | 0  | +1   |                                        |     | 14 Abr | 11 May | —      | 1–0    |
| 4    | Al-Jazeera | 0    | 2  | 0 | 0 | 2 | 0  | 3  | −3   |                                        | 0–2 | 14 Abr | 27 Abr | —      |        |

 Fuente: AFC
Criterios de clasificación: 

### Grupo D
| Pos. | Equipo     | Pts. | PJ | G | E | P | GF | GC | Dif. | Clasificación       |        | IST    | ALT    | DOR    | KHU    |
| ---- | ---------- | ---- | -- | - | - | - | -- | -- | ---- | ------------------- | ------ | ------ | ------ | ------ | ------ |
| 1    | Istiklol   | 3    | 1  | 1 | 0 | 0 | 2  | 0  | +2   | Playoff Inter-Zonal |        | —      | 17 Jun | 29 Abr | 2–0    |
| 2    | Altyn Asyr | 0    | 0  | 0 | 0 | 0 | 0  | 0  | 0    |                     |        | 15 Abr | —      | 27 May | 13 May |
| 3    | Dordoi     | 0    | 0  | 0 | 0 | 0 | 0  | 0  | 0    |                     | 13 May | 11 Mar | —      | 17 Jun |        |
| 4    | Khujand    | 0    | 1  | 0 | 0 | 1 | 0  | 2  | −2   |                     | 27 May | 29 Abr | 15 Abr | —      |        |

 Fuente: AFC
Criterios de clasificación: 

### Grupo E
| Pos. | Equipo            | Pts. | PJ | G | E | P | GF | GC | Dif. | Clasificación       |        | CHE    | TCS    | BAS    | MAZ    |
| ---- | ----------------- | ---- | -- | - | - | - | -- | -- | ---- | ------------------- | ------ | ------ | ------ | ------ | ------ |
| 1    | Chennai City      | 1    | 1  | 0 | 1 | 0 | 2  | 2  | 0    | Playoff Inter-Zonal |        | —      | 17 Jun | 29 Abr | 2-2    |
| 2    | TC Sports         | 0    | 1  | 0 | 0 | 1 | 1  | 5  | −4   |                     |        | 15 Abr | —      | 27 May | 13 May |
| 3    | Bashundhara Kings | 3    | 1  | 1 | 0 | 0 | 5  | 1  | +4   |                     | 13 May | 5-1    | —      | 17 Jun |        |
| 4    | Maziya            | 1    | 1  | 0 | 1 | 0 | 2  | 2  | 0    |                     | 27 May | 29 Abr | 15 Abr | —      |        |

 Fuente: AFC
Criterios de clasificación: 

### Grupo F
| Pos. | Equipo           | Pts. | PJ | G | E | P | GF | GC | Dif. | Clasificación                          |     | HCM    | YAN    | HOU    | LTO    |
| ---- | ---------------- | ---- | -- | - | - | - | -- | -- | ---- | -------------------------------------- | --- | ------ | ------ | ------ | ------ |
| 1    | Hồ Chí Minh City | 7    | 3  | 2 | 1 | 0 | 7  | 4  | +3   | Semifinales de Zona                    |     | —      | 29 Abr | 13 May | 15 Abr |
| 2    | Yangon United    | 7    | 3  | 2 | 1 | 0 | 6  | 4  | +2   | Semifinales de Zona como mejor segundo |     | 2–2    | —      | 1-0    | 3–2    |
| 3    | Hougang United   | 3    | 3  | 1 | 0 | 2 | 5  | 5  | 0    |                                        |     | 2–3    | 15 Abr | —      | 29 Abr |
| 4    | Lao Toyota       | 0    | 3  | 0 | 0 | 3 | 3  | 8  | −5   |                                        | 0-2 | 13 May | 1–3    | —      |        |

 Fuente: AFC
Criterios de clasificación: 

### Grupo G
| Pos. | Equipo          | Pts. | PJ | G | E | P | GF | GC | Dif. |  | CER    | TQN | SVR    | BAL    |
| ---- | --------------- | ---- | -- | - | - | - | -- | -- | ---- |  | ------ | --- | ------ | ------ |
| 1    | Ceres–Negros    | 7    | 3  | 2 | 1 | 0 | 10 | 2  | +8   |  | —      | 2–2 | 4–0    | 4–0    |
| 2    | Than Quảng Ninh | 4    | 3  | 1 | 1 | 1 | 7  | 7  | 0    |  | 29 Sep | —   | 23 Sep | 26 Sep |
| 3    | Svay Rieng      | 3    | 3  | 1 | 0 | 2 | 3  | 9  | −6   |  | 26 Sep | 1–4 | —      | 2–1    |
| 4    | Bali United     | 3    | 3  | 1 | 0 | 2 | 5  | 7  | −2   |  | 23 Sep | 4–1 | 29 Sep | —      |

 Fuente: AFC
Criterios de clasificación: 
Notas:
1. 1 2  Enfrentamiento directo: Svay Rieng 3, Bali United 0.

### Group H
| Pos. | Equipo          | Pts. | PJ | G | E | P | GF | GC | Dif. |  | TAM    | KAY    | PSM    | SHA    |
| ---- | --------------- | ---- | -- | - | - | - | -- | -- | ---- |  | ------ | ------ | ------ | ------ |
| 1    | Tampines Rovers | 7    | 3  | 2 | 1 | 0 | 4  | 2  | +2   |  | —      | 29 Sep | 2–1    | 2–1    |
| 2    | Kaya–Iloilo     | 5    | 3  | 1 | 2 | 0 | 3  | 1  | +2   |  | 0–0    | —      | 23 Sep | 26 Sep |
| 3    | PSM Makassar    | 4    | 3  | 1 | 1 | 1 | 5  | 4  | +1   |  | 26 Sep | 1–1    | —      | 3–1    |
| 4    | Shan United     | 0    | 3  | 0 | 0 | 3 | 2  | 7  | −5   |  | 23 Sep | 0–2    | 29 Sep | —      |

 Fuente: AFC
Criterios de clasificación: 

### Group I
| Pos. | Equipo       | Pts. | PJ | G | E | P | GF | GC | Dif. | Clasificación       |        | TPO    | TAT    | CPK    | Bandera de ? |
| ---- | ------------ | ---- | -- | - | - | - | -- | -- | ---- | ------------------- | ------ | ------ | ------ | ------ | ------------ |
| 1    | Tai Po       | 0    | 0  | 0 | 0 | 0 | 0  | 0  | 0    | Playoff Inter-Zonal |        | —      | 17 Jun | 29 Abr | 11 Mar       |
| 2    | Tatung       | 0    | 0  | 0 | 0 | 0 | 0  | 0  | 0    |                     |        | 15 Abr | —      | 27 May | 13 May       |
| 3    | MUST CPK     | 0    | 0  | 0 | 0 | 0 | 0  | 0  | 0    |                     | 13 May | 11 Mar | —      | 17 Jun |              |
| 4    | Bandera de ? | 0    | 0  | 0 | 0 | 0 | 0  | 0  | 0    |                     | 27 May | 29 Abr | 15 Abr | —      |              |

 Fuente: AFC
Criterios de clasificación: 

### Segundos Lugares (Zona Occidental)
| Pos. | Grp. | Equipo     | Pts. | PJ | G | E | P | GF | GC | Dif. | Clasificación       |
| ---- | ---- | ---------- | ---- | -- | - | - | - | -- | -- | ---- | ------------------- |
| 1    | A    | 2º Grupo A | 0    | 0  | 0 | 0 | 0 | 0  | 0  | 0    | Semifinales de Zona |
| 2    | B    | 2º Grupo B | 0    | 0  | 0 | 0 | 0 | 0  | 0  | 0    |                     |
| 3    | C    | 2º Grupo C | 0    | 0  | 0 | 0 | 0 | 0  | 0  | 0    |                     |

 Fuente: AFC
Criterios de clasificación: 1) Puntos; 2) Gol diferencia; 3) Goles a favor; 4) Puntos disciplinarios; 5) Clasificación de Federación; 6) Sorteo.

### Segundos Lugares (Zona ASEAN)
| Pos. | Grp. | Equipo     | Pts. | PJ | G | E | P | GF | GC | Dif. | Clasificación       |
| ---- | ---- | ---------- | ---- | -- | - | - | - | -- | -- | ---- | ------------------- |
| 1    | F    | 2º Grupo F | 0    | 0  | 0 | 0 | 0 | 0  | 0  | 0    | Semifinales de Zona |
| 2    | G    | 2º Grupo G | 0    | 0  | 0 | 0 | 0 | 0  | 0  | 0    |                     |
| 3    | H    | 2º Grupo H | 0    | 0  | 0 | 0 | 0 | 0  | 0  | 0    |                     |

 Fuente: AFC
Criterios de clasificación: 1) Puntos; 2) Gol diferencia; 3) Goles a favor; 4) Puntos disciplinarios; 5) Clasificación de Federación; 6) Sorteo.

## Máximos goleadores
Partido cancelado.
| Rank | Player               | Team              | MD1 | MD2 | MD3 | Total |
| ---- | -------------------- | ----------------- | --- | --- | --- | ----- |
| 1    | Bienvenido Marañón   | Ceres–Negros      | 2   | 1   | 2   | 5     |
| 2    | Hernán Barcos        | Bashundhara Kings | 4   |     |     | 4     |
| 2    | Stipe Plazibat       | Hougang United    | 2   | 2   |     | 4     |
| 4    | Amido Baldé          | Hồ Chí Minh City  | 1   | 2   |     | 3     |
| 4    | Jeremie Lynch        | Than Quảng Ninh   | 1   | 1   | 1   | 3     |
| 6    | Aung Kyaw Naing      | Yangon United     |     | 2   |     | 2     |
| 6    | Manuchekhr Dzhalilov | Istiklol          | 2   |     |     | 2     |
| 6    | Fito                 | Chennai City      | 2   |     |     | 2     |
| 6    | Eric Giganto         | Kaya–Iloilo       | 1   |     | 1   | 2     |
| 6    | Ahmed Hamdouni       | Al-Faisaly        |     | 2   |     | 2     |
| 6    | Boris Kopitović      | Tampines Rovers   | 1   |     | 1   | 2     |
| 6    | Jean Befolo Mbarga   | Svay Rieng        |     | 1   | 1   | 2     |
| 6    | Nguyễn Công Phượng   | Hồ Chí Minh City  | 1   | 1   |     | 2     |
| 6    | Nguyễn Hải Huy       | Than Quảng Ninh   |     | 1   | 1   | 2     |
| 6    | Nguyễn Xuân Nam      | Hồ Chí Minh City  |     | 2   |     | 2     |
| 6    | Melvin Platje        | Bali United       | 2   |     |     | 2     |
| 6    | OJ Porteria          | Ceres–Negros      |     | 1   | 1   | 2     |
| 6    | Ferdinand Sinaga     | PSM Makassar      | 1   | 1   |     | 2     |
| 6    | Ilija Spasojević     | Bali United       | 1   | 1   |     | 2     |
| 6    | El Hadji Malick Tall | Al-Ansar          |     | 2   |     | 2     |
| 6    | Jordan Webb          | Tampines Rovers   | 1   |     | 1   | 2     |

Nota: Los goles marcados en las eliminatorias no se tienen en cuenta para determinar el máximo goleador (Artículo 64.4 del Reglamento).